# Rio Jaguareguava
O rio Jaguareguava é um rio que banha o município de Bertioga, no estado de São Paulo, no Brasil.

## Etimologia
"Jaguareguava" deriva do tupi antigo îagûary'ûaba, que significa "lugar onde a onça bebe água" (îagûara, onça, 'y, água, 'u, beber e aba, lugar).

## Meio ambiente
O rio é cercado pela mata atlântica. Espécies raras de aves podem ser observadas nas suas margens, como o jaó-do-litoral, o gavião-pombo-pequeno e o entufado.